# Bitcoin Cash
Bitcoin Cash (Abkürzung BCH) ist eine Kryptowährung, die am 1. August 2017 durch eine Abspaltung (Hard Fork) vom Bitcoin-Netzwerk entstand. Nach Marktkapitalisierung ist Bitcoin Cash auf Platz 15 der größten Kryptowährungen (Stand Oktober 2024).

## Abspaltung von Bitcoin
Ziel der Abspaltung von Bitcoin war die Erhöhung des Blockgrößen-Limits von 1 MB auf 8 MB ohne Übernahme der Protokoll-Erweiterung SegWit. Dadurch sind bei Bitcoin Cash mehr Transaktionen pro Zeit als im Bitcoin-Netzwerk möglich. Bis zur Abspaltung (bis Block 478558) waren beide Blockchains identisch. Jeder Bitcoin-Besitzer erhielt zum Zeitpunkt des Forks Zugriff auf die gleiche Menge an Bitcoin Cash, solange er Zugriff auf seinen privaten Schlüssel hatte.
Der Erfinder und ursprüngliche Hauptentwickler von Bitcoin Satoshi Nakamoto baute 2010 ein Blockgrößen-Limit von 1 MB in die Referenzimplementierung ein. Dieses ermöglichte ca. sieben Transaktionen pro Sekunde, um Angriffe auf das Netzwerk mit allzu großen Blöcken zu verhindern. Hierzu schrieb er, dass das Limit später mit einer geringfügigen Code-Änderung zu erhöhen sei.
Durch die schnell wachsende Bitcoin-Akzeptanz wirkte diese künstliche Grenze störend. Der Platz in Transaktionsblöcken wurde eine kostbare Ressource. Dies führte zu höheren Transaktionsgebühren, längeren Wartezeiten für Zahlungen und verärgerte dadurch einige Benutzer. Der Stau an unbestätigten Transaktionen ist durch die Größe des Mempools erkennbar.
Nur wer hohe Gebühren für den Beglaubiger zahlte, bekam seine Transaktion zügig beglaubigt. Kleine Guthaben wurden wertlos, weil die Gebühr einer Transaktion das Guthaben überstieg.
Die Skalierbarkeit von Bitcoin und die Erhöhung des Blockgrößen-Limits wurden über mehr als vier Jahre diskutiert.
Es entstanden im August 2015 Bitcoin XT, im Januar 2016 Bitcoin Unlimited und im Februar 2016 Bitcoin Classic. Keiner dieser alternativen Clients erhielt eine Mehrheit an Mining-Hash-Power, die für eine Aktivierung der neuen Regeln notwendig wäre. Daher erwog man ab Anfang 2017, eine Aktivierung neuer Regeln auch als Minderheit auszuführen, als User-Activated Hard Fork (kurz UAHF).
Im Mai 2017 wurde für Bitcoin mit BIP 91 eine Bestätigung künftiger Transaktionen mittels Segregated Witness (kurz SegWit) ab 1. August 2017 empfohlen. BIP 91 erhielt sehr breite Zustimmung (97 % im Juli 2017).
Teile der Community sahen in BIP 91 ohne größere Blockgröße einen Aufschub des Problems und die Begünstigung von Bitcoin als Investition anstatt als Währung. Andere lehnten Segregated Witness als zu komplex ab. Sie warnten davor, Bitcoin vom Unternehmen Blockstream abhängig zu machen.
Im Juni 2017 vereinbarten Teile der Community, einen User-Activated Hard Fork von Bitcoin durchzuführen – hin zur Währung „Bitcoin Cash“. Im Juli 2017 entstand dazu Bitcoin ABC als Abspaltung des Bitcoin-Clients und als Referenz-Implementierung von Bitcoin Cash. Das Blockgrößen-Limit hob man von 1 MB auf 8 MB an. Erstmals in der Bitcoin-Entwicklung kam es so zu einem umstrittenen („contentious“) Fork. Um die Abspaltung zu erzwingen, wurde die Regel eingebaut, dass am 1. August 2017 ein Block größer als 1 MB gefunden werden muss. Dies wurde der 1,9 MB große Block 478559. Er wird von allen Bitcoin-Clients außer Bitcoin ABC abgelehnt. Auch wurde verhindert, dass Transaktionen, die ein Bitcoin-Inhaber auf einer der zwei entstandenen Blockchains in Auftrag gab, durch Angreifer gegen den Willen des Inhabers analog auf der zweiten Blockchain angestoßen werden („replay protection“).
Mit viel Rechenleistung wurde erreicht, dass die neue Blockchain-Variante fortgeschrieben wurde – als „Bitcoin Cash“ (BCH), während die etablierte „Bitcoin“-Blockchain später die Blockgröße mit dem „Lightning Network“ (durch den Softfork „Segregated Witness“) vergrößerten. Beide Blockchains teilen bis zum 1. August 2017 dieselbe Transaktionsgeschichte.
Wer zuvor Bitcoin besaß, besaß seither beide Währungen. Voraussetzung für den Zugang zu BCH-Guthaben ist, eine elektronische Geldbörse (Wallet) zu nutzen, die die BCH-Blockchain unterstützt, und die eigenen Zugangsdaten zu dem Guthaben von vor der Spaltung in diese Wallet zu importieren.

## Adressformate
Bitcoin (BTC) und Bitcoin Cash (BCH) verwenden ein gleichartiges Adressformat. Während alte Adressen mit “1” oder “3” begannen, führte Bitcoin Cash das “cashaddr”-Format ein. Hier beginnen Adressen mit “q” oder “p” und dem Präfix “bitcoincash:”. Da beide Formate weiterhin gelten, akzeptieren Geldbörsen (Wallets) auch das alte Format.

## Netzwerkupgrades
| Datum             | Blockhöhe | Änderungen | Anmerkung |
| ----------------- | --------- | --- | --- |
| 1. August 2017    | 478.559   | - Abspaltung von Bitcoin (ohne Segregated Witness) - Erhöhung des Blockgrößen-Limits auf 8 MB - Einführung von Signaturen wie in BIP143 - Replay Protection, sodass Bitcoin Cash Transaktionen nicht auf der Bitcoin Blockchain ausgeführt werden können - Behebt Quadratic Hashing - Einführung des Emergency Difficulty Adjustment Algorithmus - Replace-by-Fee aus dem Client entfernt                                                                 | |
| 13. November 2017 | -         | - Änderung des Difficulty Adjustment Algorithmus | Der Zeitpunkt des Hardforks wurde nicht unter Angabe einer Blockhöhe festgelegt, sondern unter Angabe eines Zeitstempels |
| 15. Mai 2018      | 530.350   | - Erhöhung des Blockgrößen-Limits auf 32 MB (damit sind 130 Transaktionen pro Sekunde möglich) - Das OP_RETURN Limit wurde von 80 Bytes auf 220 Bytes erhöht (dadurch ist es möglich, größere Nachrichten in die Blockchain zu schreiben) - Reaktivierung von OP_CODEs, die ursprünglich Bestandteil von Bitcoin waren, aber abgeschaltet wurden. Dazu gehören: - OP_CAT - OP_SPLIT - OP_AND - OP_OR - OP_XOR - OP_DIV - OP_MOD - OP_NUM2BIN - OP_BIN2NUM | |

## Abspaltung Bitcoin SV
Für den Bitcoin Cash Hardfork am 15. November 2018 standen zwei konkurrierende Protokolländerungen der Implementationen Bitcoin ABC und Bitcoin SV gegenüber: Bitcoin ABC sollte das umstrittene "Canonical Transaction Ordering" (CTOR) einführen; Bitcoin SV als Gegenentwurf sollte CTOR nicht aktivieren, stattdessen aber das Limit der Blockgröße erhöhen. Durch den sogenannten Hashwar sollte die Protokolländerung mit der meisten Unterstützung durch Miner festgestellt werden. Zunächst hatte Bitcoin SV mit 72 bis 75 Prozent der Hashrate die Oberhand, später erhielt Bitcoin ABC mehr Hashrate, die der Miner Roger Ver aus Hashrate seiner Kunden bildete. Am 23. November 2018 kündigte CoinGeek, der größte Bitcoin Cash Miner und Unterstützer von Bitcoin SV, an, sich vom Hashwar zurückzuziehen und Bitcoin SV als eigenständige Kryptowährung fortzuführen.

## Mining
Bitcoin Cash fand anfänglich eher wenig Unterstützung durch Miner. Normalerweise passt sich die Schwierigkeit zum Finden neuer Blöcke nur jede 2016 Blöcke an, was bei normaler Blockzeit von zehn Minuten zwei Wochen entspricht. Um zu vermeiden, dass wegen zu geringer Hash-Power lange Zeit kein Bitcoin-Cash-Block gefunden wird, hat Bitcoin Cash neue Regeln zur schnelleren Anpassung der Schwierigkeit eingeführt („Emergency Difficulty Adjustment“, EDA). Während zwischen den ersten Blocks teilweise viele Stunden lagen, hat sich das System nach einigen Tagen auf die regulären zehn Minuten Abstand eingepegelt. Die Schwierigkeit bei Bitcoin Cash beträgt aktuell ca. 3 % der Schwierigkeit bei Bitcoin (Stand Juli 2019).
Dem EDA gelang es jedoch nicht, die Blockintervalle auf die bei Bitcoin bisher üblichen 10 Minuten zu stabilisieren. Stattdessen führt der EDA dazu, dass sich Perioden, in denen über Stunden hinweg kein Block gefunden wird, mit Perioden abwechseln, in denen bis zu 90 Blöcke je Stunde gefunden werden. Neben einer Instabilität der Blockintervalle hat dies den Effekt, dass die Bitcoin Cash Blockchain deutlich schneller wächst als die Bitcoin-Blockchain und dadurch eine erhöhte Inflationsrate aufweist. Am 13. November 2017 führte Bitcoin Cash einen neuen Hardfork durch, um den Algorithmus des EDA zu ersetzen.

## Name
Der Name Bitcoin Cash war in der Anfangszeit umstritten. Mittlerweile wird der Name Bitcoin Cash allgemein verwendet (wie bei Kryptobörsen z. B. GDAX und anderen Diensten). Manche Anhänger von Bitcoin lehnen diesen Namen jedoch immer noch ab und bezeichnen die Währung als „Bcash“. Sie begründen es mit der Notwendigkeit der Abgrenzung zum Bitcoin wegen der Verwechslungsgefahr. Dagegen halten Unterstützer von Bitcoin Cash wie Gavin Andresen die Währung für das „echte Bitcoin“. Mittlerweile gibt es mehrere Abspaltungen, die den Namen Bitcoin tragen (wie z. B. Bitcoin Gold).

## Clients
Die erste veröffentlichte Implementierung von Bitcoin Cash ist Bitcoin ABC, die von Bitcoin Core abgespalten wurde. Weitere Implementierungen sind Bitcoin XT, Bitcoin Unlimited, Bitcoin Classic und bcash.
Als Light-Client (ohne vollständige Blockchain) gibt es Electron Cash, der von Electrum abgespalten wurde.
Eine umfangreiche Liste der Clients findet man auf der offiziellen Website von Bitcoin Cash.

## Nodes
Das Bitcoin-Cash-Netzwerk besteht aus ca. 940 Nodes. Zum Vergleich: Das Bitcoin-Netzwerk hat ca. 10.695 öffentliche Nodes (davon ca. 10.410 Bitcoin-Core-Nodes) (Stand August 2022).

## Wechselbörsen
Kraken, Bitfinex, Bitcoin.de, Poloniex, Bitstamp, Coinbase und viele andere Wechselbörsen ermöglichen den Handel mit Bitcoin Cash.
| Bitcoin Cash | US-Dollar   | Datum             |
| ------------ | ----------- | ----------------- |
| 1            | 4.053,77 ,0 | 20. Dezember 2017 |